# Волим и ја вас
Волим и ја вас су познате речи које је изговорио бивши председник Србије и Југославије Слободан Милошевић на једном митингу у Београду 1996. године.
Тадашњи председник Србије Слободан Милошевић је одржао контрамитинг на Теразијама (испред хотела „Москва") који је организован под називом „За Србију“ у центру Београда 24. децембра 1996. године насупрот митингу који је одржаван пар стотина метара даље на Тргу Републике. На свом митингу је Милошевић грађанима поручио да неће дозволити моћницима у свету и петој колони у земљи да ослабе и дестабилизују Србију.
Милошевић се појавио на митингу на Теразијама у 16.20 где је дочекан овацијама својих присталица. Телевизија је преносила догађај приказујући само најближу околину, а коментатор је пренео како се скупило 200.000 људи, неприказујући полицијске кордоне који су густо штитили присталице СПС од учесника протеста са Трга који су се приближили говорници. Покушавали су да надјачају присталице. Стога су они гласно и често скандирали, чак и током говора Милошевића. Они су му у једном тренутку скандирали „Слобо, ми те волимо“, на шта је Милошевић прекинуо припремљен говор и узвратио речима „Волим и ја вас“.
Ова реченица је потом добила многа тумачења, парафразирања и хумористичке трансформације. Остала је једна од најчешће помињаних реченица друге половине деведесетих година у политичком животу Србије. 

## Утицаји
Ове речи инспирисале су Бору Ђорђевића из Рибље чорбе да напише истоимену саркастичну песму, за коју је касније написана и музика. Ова песма је објављена као бонус песма на албуму Њихови дани, на којем се налази девет песама и све су посвећене Слободану Милошевићу, његовој жени Мири Марковић и њиховом режиму.